# Vltava
Vltava je najduža češka rijeka (dugačka 440 km). Izvire u gorju Šumava (Češka šuma).

## Opis
Postoje tri izvorišna kraka nazvana Topla Vltava (Teplá Vltava), Hladna Vltava (Studená Vltava) i Travnata Vltava (Travnatá Vltava). Kod mjesta Mělníka se ulijeva u Labu. Česi ju smatraju svojom nacionalnom rijekom. Prolazi kroz češki glavni grad Prag. Na rijeci postoji nekoliko brana (najveća je brana Lipno). Poznata je simfonijska pjesma Vltava iz ciklusa Moja domovina (Má vlast) češkog kompozitora Bedřicha Smetane.
- Dvorac Melnik iznad ušća Vltave u Labu
- Stjecište Vltava i Labe